# Ставка внутрішньої прибутковості
Ставка внутрішньої прибутковості (англ. internal rate of return, загальноприйняте скорочення — IRR) — це відсоткова ставка, за якою сукупний капітал (NPV) дорівнює 0. NPV розраховується на основі потоку платежів, дисконтованих до дня розрахунку.

## ПРИКЛАД
```
РІК      Потік платежів
0        -100
1        +120
```

Розрахунок NPV
```
i = відсоткова ставка
NPV = -100 +120/[(1+i/100)^1]
```

Розрахунок IRR (в відсотках)
```
NPV = 0
-100 +120/[(1+IRR/100)^1] = 0
IRR = 20%
```

Згідно з міжнародними стандартами бізнес-планування  застосовується як один з фінансових показників ефективності бізнес-планів